# Casualty evacuation
Casualty evacuation (ofta använd akronym: Casevac) är ett militärt begrepp som bl.a. beskriver vilken medicinsk förmåga samt med vilka medel sjukvårdstransporten utförs. Begreppet används på engelska även inom svensk militär.
Transporten från skadeplats till närmaste plats för kvalificerad sjukvård görs med hjälp av de fordon som finns tillgängliga vid skadetillfället och med liten eller ingen sjukvårdsresurs. Casevac är inget som eftersträvas, men utförs vid de tillfällen man inte hinner vänta på att kvalificerad sjukvård anländer (till exempel Medevac) eller då den inte kan nå fram till exempel på grund av striderna. Svenska försvarsmaktens definition är: evakuering av skadade eller sjuka med vilket fordon som helst inom förbandens organisation och utan sjukvårdspersonal. 